# Wyprawa po świąteczne pisanki
Wyprawa po świąteczne pisanki (ang. The Easter Egg Adventure, 2004) – polsko-amerykański film animowany w reżyserii Johna Michaela Williamsa  na podst. jego opowiadania dla dzieci The Easter Egg Escapade, zrealizowany techniką 2D.

## Fabuła
W pewnym mieście zwanym Jajogrodem, gdzie mieszkają kury i zajęczaki trwają przygotowanie do Dnia Jaja. Wtedy właśnie powstają wszystkie jajka, które trafiają później na wielkanocne stoły. Konik polny Good Gracious pełniący nocą wartę dostrzega tajemniczą postać zakradającą się do domu kury Tiny Tessie, a następnie okradającego piekarnię. Good Gracious mówi o tym właścicielowi piekarni Boss Bakerowi i jego żonie Bernadette. Bakerowi udaje przegonić złodzieja. Nikt nie wie, że to syn Tiny Tessie – Terrible Timothy, który pracuje dla gangu Takitów żyjącego na mokradłach za zielonymi błoniami Jajogrodu.
Surowa nauczycielka jajogrodzkiej szkoły, zajęczyca Harriet Hare kryje się ze swym uczuciem do swego przełożonego, szkolnego dyrektora królika Benedicta Bunny'ego. Nie wie, że podobne uczucie ma wobec niej Benedict, który obawia się wyznać jej miłość, gdyż ma opinię nudziarza. Gdy Tiny Tessie zostaje oskarżona o kradzież Harriet wytyka wszystkim nielogiczność zarzutów i stwierdza, że mogli to być Takitowie. Ci w noc poprzedzającą Dzień Jaj wykradają wszystkie pisanki, które wykonali uczniowie pod okiem woźnej kury Claralyne Cluck. Timothy dowiaduje się z gazet, że śledztwo wykazało jego winę w kradzieży piekarni i wyznaczono za niego nagrodę.
Benedict organizuje wyprawę, by zinfiltrować Takitów i odzyskać skradzione jaja. W skład wyprawy wchodzą Harriet, Claralyne, Good Gracious, Bakerowie oraz kwoka Helen, która rok temu była porwana przez Takitów i zna drogę do ich kryjówki. Gdy wszyscy są gotowi do podróży, Tessie żąda uczestnictwa w rozwiązaniu sprawy ze względu na Timothy’ego. Podróż na mokradła jest pełna niebezpieczeństw jak wilcze ziele czy nawiedzony cmentarz. Podczas przeprawy przez błotną rzekę atakuje ich Śmieciuch, błotny duch żądny zemsty na Takitach. Benedict wyjaśnia mu cel jego wyprawy, ale Śmieciuch pozwoli im przejść dalej, jeśli dostanie kogoś na pożarcie. Każdy decyduje się poświęcić i Śmieciuch wszystkich oszczędza, dzięki czemu zostaje zdjęta z niego klątwa.
Wyprawa dociera do kryjówki Takitów. Good Gracious ze względu na małe rozmiary decyduje wejść pierwszy, by upewnić że Takitowie śpią. Zostaje złapany i ma zostać zjedzony, ale przedtem dostaje jedną pisankę, by się utuczył. Good Gracious pozoruje śmierć przez zatrucie, co Takitom wydaje się, że jajogrodziane specjalnie otruli pisanki. Jednak Timothy sugeruje, że jajogrodzianie też nie wiedzą o zatrutych pisankach i zapada decyzja, by im je zostawić i po ich śmierci przejąć opustoszały Jajogród. Wymykają się z kryjówki, lecz wszystkich z wyjątkiem nieobecnego Timothy’ego dopadają ich wilki. Tymczasem wyprawa odzyskuje pisanki i w Jajogrodzie panuje euforia, a Benedict i Harriet w końcu wyznają sobie miłość. Timothy w liście do Good Graciousa wyjaśnia, że od początku przejrzał jego podstęp i celowo wywiódł w pole Takitów. Porzuca on złą drogę i zatrudnia się na farmie, gdzie wiedzie uczciwe życie. 

## Obsada głosowa
- Brooke Shields – Horrible Harriet Hare
- John Michael Williams – Big Boring Benedict Bunny
- Joe Pantoliano – Terrible Timothy
- James Woods – Grab Takit
- Gary Littman – Good Gracious Grasshopper
- Sandra Bernhard – Claralyne Cluck
- Rob Bartlett – Boss Baker
- Nancy Kerrigan –
  - Bernadette Baker,
  - Helen Hen
- Doug Preis – Cook Takit
- Frank Sims – Pinch Takit
- Becca Lish – Tiny Tessie
- Chris Phillips – sierż. O’Hare
- Kevin Sylvan – Śmieciuch
- Eli Wallach – Narrator